# Madonna della Cesta
La Madonna della Cesta è un dipinto a olio su tela (34×25 cm) del Correggio, databile al 1525 circa e conservato nella National Gallery di Londra.

## Storia
Questo piccolo dipinto, destinato alla devozione privata, ebbe l'onore di essere citato nelle Vite di Giorgio Vasari in maniera decisamente entusiasta: «bello a maraviglia, di mano del Correggio, nel quale la Nostra Donna mette una camiscia indosso a Cristo fanciulletto». La sua più antica provenienza è appunto quella menzionata da Vasari che lo ricorda entro la prima metà del Cinquecento a Parma presso il famoso Cavalier Baiardo, committente del Parmigianino e fine collezionista del tempo.
Probabilmente grazie a questa menzione encomiastica, l'opera fu apprezzata dal vescovo Federico Borromeo che ne volle una copia per la sua collezione milanese affidandone il compito al suo miniatore Gerolamo Marchesini.  Inoltre, per ragioni analoghe, Diana Scultori a Roma, nel 1577, ne derivò una copia in incisione che dovette contribuire a diffonderne la fama.
Sempre dal contesto romano proviene la testimonianza di Federico Barocci che si mostrò pronto ad accogliere le suggestioni narrative offerte, in opere come la Madonna Albani. E non poteva essere altrimenti dacché l'artista urbinate era alla ricerca di un linguaggio meno intellettuale e artificioso rispetto a quello parlato dai contemporanei manieristi, un linguaggio capace di vestire di un abito di fresco e suasivo naturalismo la storia sacra. Queste sue aspirazioni lo portarono in più di un'occasione a riflettere sui modelli offerti dall'arte religiosa del Correggio.

## Descrizione e stile
Il fulcro del dipinto è rappresentato dal rapporto affettuoso che lega la Vergine al Bambino, dal suo dolce provare a vestirlo della piccola camicia azzurra che ha appena finito di cucire. Il cesto del cucito con le forbici ben visibili sta ad aprire il dipinto sulla sinistra e per quanto sia possibile leggervi allusioni simboliche il suo ruolo è soprattutto quello di dotare l'immagine di un convincente "effetto di reale". Rappresentando la Vergine giovanissima, quasi adolescente, mentre ha appena accantonato gli strumenti del lavoro di cucito, il Correggio riesce a calare la storia sacra in una cornice di semplice e accattivante quotidianità. Gesù è vero uomo, secondo l'evidenza maschile del corpo, eppure la madre gli ha preparato un doppio vestimento in segno delle due nature, umana e divina, che egli porta in sé. La verità del suo destino viene espressa dal suo aprire le braccia in croce, mentre la piccola mano destra benedice col simbolo trinitario.
Particolarmente per lo sfondo, dove si intravede san Giuseppe, è possibile far riferimento ai modelli nordici, segnatamente a un'incisione di Dürer che forse il Correggio ebbe modo di conoscere, la Sacra Famiglia in Egitto.